# Echinomorpha
Echinomorpha is een geslacht van neteldieren uit de klasse van de Anthozoa (bloemdieren).

## Soort
- Echinomorpha nishihirai (Veron, 1990)